# Idaea rufula
Idaea rufula là một loài bướm đêm trong họ Geometridae.